# 91 ق هـ
91 ق هـ هي السنة الحادية والتسعون السابقة للهجرة النبوية، وهي توافق ما بين سنتي 533 و534 حسب التقويم الميلادي، أي أنها بدأت في سنة 533م وانتهت في سنة 534م.